# Listă de filme idol: Q
Aceasta este o listă de filme idol în ordine alfabetică. Vedeți Listă de filme idol pentru lista principală.
| Film                                                                    | An   | Regizor                         | Surse         |
| ----------------------------------------------------------------------- | ---- | ------------------------------- | ------------- |
| Q (also known as Q – The Winged Serpent)                                | 1982 | Larry Cohen                     | [ 1 ]         |
| Quadrophenia                                                            | 1979 | Franc Roddam                    | [ 2 ] [ 3 ]   |
| Quasi at the Quackadero                                                 | 1975 | Sally Cruikshank                | [ 4 ]         |
| Quatermass and the Pit (also known as Five Million Years to Earth)      | 1967 | Roy Ward Baker                  | [ 5 ]         |
| ¿Qué He Hecho Yo para Merecer Esto? (What Have I Done to Deserve This?) | 1984 | Pedro Almodóvar                 | [ 6 ]         |
| Queen Christina                                                         | 1933 | Rouben Mamoulian                | [ 7 ]         |
| Queen of Outer Space                                                    | 1958 | Edward Bernds                   | [ 8 ]         |
| Queimada! (Burn!)                                                       | 1969 | Gillo Pontecorvo                | [ 9 ]         |
| The Quiet Earth                                                         | 1985 | Geoff Murphy                    | [ 10 ] [ 11 ] |
| The Quiet Man                                                           | 1952 | John Ford                       | [ 5 ]         |
| Qui Êtes-Vous, Polly Maggoo? (Who Are You, Polly Magoo?)                | 1966 | William Klein                   | [ 12 ] [ 13 ] |
| Quick Change                                                            | 1990 | Howard Franklin and Bill Murray | [ 14 ]        |